# 马克斯·普朗克学会
馬克斯·普朗克學會（德語：Max-Planck-Gesellschaft，縮寫），全称馬克斯·普朗克科學促進協會（Max-Planck-Gesellschaft zur Förderung der Wissenschaften e.V.），台灣常譯為普朗克学会，中國大陸常譯為馬普所。其為德國一流科學研究機構的聯合機構。至2021年共有37名研究員獲得諾貝爾獎，被誉为“诺贝尔奖的锻造场”。協會標誌為羅馬神話中的智慧女神弥涅耳瓦。

## 歷史
前身是於1911年成立的威廉皇帝学会。納粹黨掌權後，許多學會的科學家仍願意與之合作，因此二戰結束時同盟國曾敦促解散該學會；二戰結束後，威廉皇帝學會在哥廷根重建，由馬克斯·普朗克擔任過渡時期的會長，1946年4月1日由從英國獲釋回國的奧托·哈恩接替。
儘管美國等盟友認為，威廉皇帝學會過去與納粹政權的關係過從甚密，應予解散；但英國考量到該學會過去卓越的成果及在國際科學界的聲譽，認為應該要保留，所以決定於1946年9月，以大名鼎鼎且未受二戰影響聲譽的諾貝爾獎得主，量子物理學家馬克斯·普朗克之名，在英國占領區建立新學會以取代威廉皇帝學會。
1948年2月24日，只在英國占領區運作的馬克斯·普朗克協會解散；兩天後，新生的馬克斯·普朗克學會在原威廉皇帝學會的空氣動力實驗室重新出發，這次還包含了美國占領區。1949年，隨著西德的正式建立，法國占領區的原威廉皇帝學會機構也加入了馬克斯·普朗克學會。
兩德統一後，不少機構也相繼在原東德地區開張。

## 運作
協會為非營利性法人機構，登記在柏林，但中央行政單位是在慕尼黑。主要運作財源由德國聯邦政府科研部及各州政府各出資一半。2004年協會總預算約為12億5千萬歐元；2018年协会总预算为18亿欧元。除了各研究所外，尚有國際馬克斯·普朗克研究學院等附屬機構。截止2011年1月1日，马普下设了80个研究所和研究实验室，大多數分佈在德國各地，另有4个研究所和1个研究实验室建立在德国本土之外。共雇用約12,000名人員，另經常有約9,000名訪問學者於此工作。
马普所的任務是研究基礎科學，分為以下三个领域：生物学和医学、物理化学技术、人文科学，涵蓋所有基礎科學研究領域。各馬克斯·普朗克研究所經常緊密地與所在地大學合作，但仍為大學外之獨立機構，機構人員不負責大學內部教學工作，並擁用較大學更良好的設備和更充裕的資金，維持其世界級的學術地位。由於不受大學分科的影響，特別擅長跨領域研究。
各研究所底下有數個大致上獨立運作的學系和研究組。各由系主任領導，為終身職，在自己的系上有近乎绝对的權力，可自行決定雇用和經費使用，研究任何他感興趣的科學問題。在系主任退休時，該系結束運作。

## 影響
中央研究院的制度設計參考馬克斯·普朗克學會，將研究領域區分為數理科學組、生命科學組和人文社會科學組三個領域。

## 马克斯·普朗克研究所列表
马克斯·普朗克学会下辖超过80个研究所。